# Perthshire

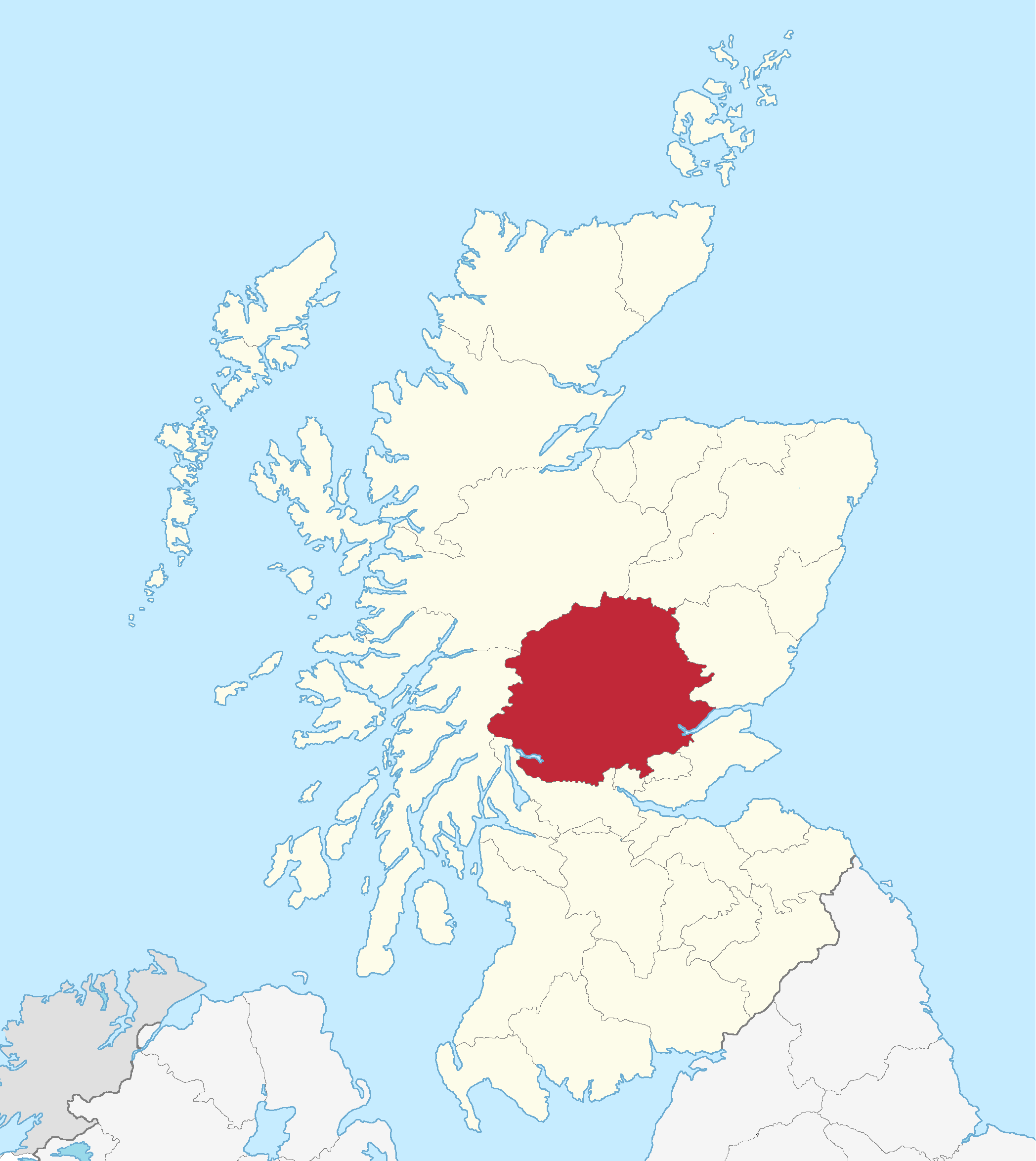
Lage von Perthshire in Schottland

Perthshire (schottisch-gälisch Siorrachd Pheairt) oder auch „County of Perth“ ist eine der traditionellen Grafschaften Schottlands. Historische Hauptstadt und namensgebender Ort ist die Stadt Perth.

## Verwaltungsgeschichte
Als Verwaltungsgrafschaft bestand Perthshire seit 1890. 1929 erhielt es eine gemeinsame Verwaltung mit der benachbarten Grafschaft Kinross-shire. Bei der Verwaltungsreform von 1975 ging Perthshire im District Perth and Kinross der Region Tayside sowie im District Stirling der Region Central auf. Seit 1996 sind Perth and Kinross sowie Stirling Council Areas.

## Geographie und Wirtschaft

### Lage
Perthshire grenzt an die traditionellen Grafschaften Argyll, Inverness-shire, Fife, Aberdeenshire, Kinross-shire, Angus, Stirlingshire und Dunbartonshire. Das Gebiet von Perthshire erstreckt sich in der Länge über etwa 77 Meilen und in der Breite 68 Meilen und hat eine Fläche von 5300 km².

### Geographie

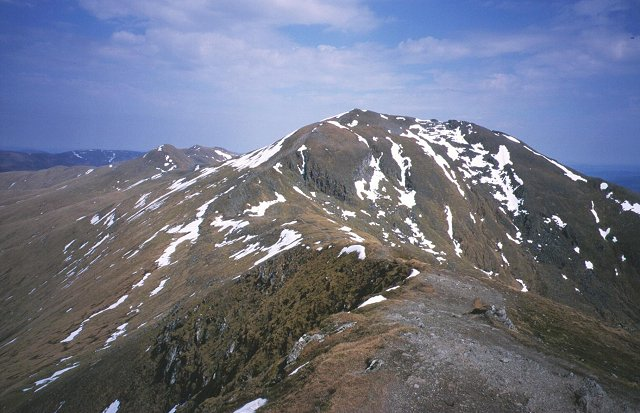
Der Gipfel des 1214 Meter hohen Ben Lawers

Ein Teil von Perthshire liegt in den schottischen Highlands, sodass es mehrere Berge mit einer Höhe von über 1000 Metern gibt. Beispiele hierfür sind der 1083 Meter hohe Schiehallion, der 1214 Meter hohe Ben Lawers, der 1174 Meter hohe Ben More (Crianlarich) und der 1129 Meter hohe Beinn a' Gloe. Bekannte Täler sind unter anderem das Gleneagles und das Glen Lyon. Die hauptsächlichen Wirtschaftszweige von Perthshire sind Land- und Forstwirtschaft sowie der Tourismus. So gibt es zahlreiche Burgen und Schlösser sowie mehrere antike Stätten wie den Steinkreis Croft Moraig oder den Fundplatz Dull.
Neben mehreren Seen wie dem Loch Tay gibt es zahlreiche Flüsse wie den Tay, der zahlreiche Nebenflüsse wie dem Earn River, dem Tummel und der Isla hat und der mit 193 Kilometern der längste Fluss Schottlands ist.

### Orte
Neben Perth gibt es folgende Orte im Perthshire:
| - Aberfeldy - Aberfoyle - Auchterarder - Blairgowrie and Rattray - Braco | - Bridge of Earn - Callander - Comrie - Coupar Angus - Crianlarich | - Crieff - Doune - Dunkeld und Birnam - Forgandenny - Killin | - Lochearnhead - Methven - Pitlochry - St Fillans |